# Koalicja Obywatelska
Koalicja Obywatelska (KO) – koalicja wyborcza Platformy Obywatelskiej, Nowoczesnej, Inicjatywy Polska i Zielonych. Powołana przed wyborami samorządowymi w 2018 jako koalicja PO i Nowoczesnej (komitet nosił wówczas nazwę Platforma.Nowoczesna Koalicja Obywatelska). Następnie poszerzona o iPL oraz Zielonych i w różnych formach kontynuowana (na wybory parlamentarne w 2019 i 2023 komitet przyjął nazwę Koalicja Obywatelska PO .N iPL Zieloni), z koalicją wiązały się też inne ugrupowania (m.in. RS Agrounia Tak).

## Historia

### 2018

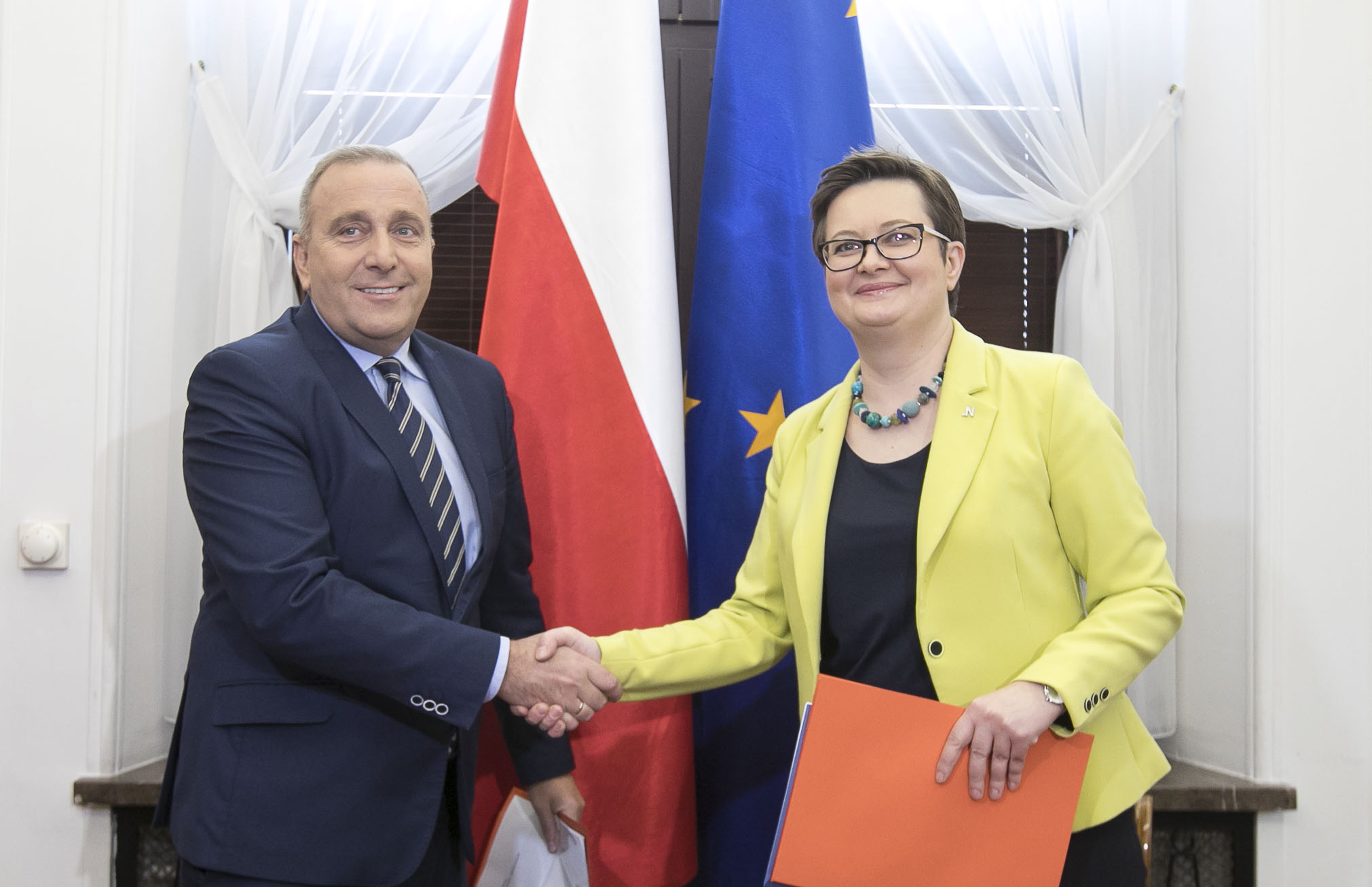
Zawarcie porozumienia przez Grzegorza Schetynę (PO) i Katarzynę Lubnauer (Nowoczesna), 7 marca 2018

7 marca 2018 zasiadające w parlamencie partie Platforma Obywatelska i Nowoczesna podpisały porozumienie o wspólnym starcie w wyborach do sejmików województw (wcześniej oba ugrupowania przedstawiły wspólny manifest). 14 kwietnia sojusz przyjął nazwę „Platforma.Nowoczesna Koalicja Obywatelska”. Komitet oprócz list do sejmików wystawił także kandydatów na niższych szczeblach (głównie do rad powiatów, a także na prezydentów miast w większości miast prezydenckich), choć powoływany był on relatywnie rzadko. PO ani Nowoczesna nie powołały na te wybory własnych komitetów; działacze PO na niskim szczeblu startowali najczęściej z komitetów lokalnych. We wrześniu z Koalicją Obywatelską związało się także kierowane przez Barbarę Nowacką stowarzyszenie Inicjatywa Polska (w czerwcu 2019 zarejestrowane jako partia). Ponadto w województwie podkarpackim do koalicji przyłączyła się Krajowa Partia Emerytów i Rencistów, która 28 września także ogólnopolsko dołączyła do KO (pomimo wcześniejszego uczestnictwa w powołaniu koalicji SLD Lewica Razem), a na listach KO do sejmiku świętokrzyskiego znaleźli się także przedstawiciele Unii Europejskich Demokratów. Oprócz tego w poszczególnych miejscach współpracę z KO nawiązały lokalnie – w tym w dużych miastach – inne partie (m.in. Polskie Stronnictwo Ludowe, Sojusz Lewicy Demokratycznej czy Unia Pracy), jak również bezpartyjne inicjatywy. W wyborach do sejmików Koalicja Obywatelska uzyskała 26,97% głosów (drugi wynik po Prawie i Sprawiedliwości), zdobywając 194 mandaty i uzyskując je we wszystkich województwach (kandydaci PO zdobyli ich ponad 150, Nowoczesnej 30, a ponadto 2 mandaty przypadły kandydatom iPL, kilka także kandydatom niezwiązanym z żadnym ugrupowaniem). W 7 województwach uzyskała najlepszy wynik, a w sejmiku pomorskim większość mandatów. Słabsze wyniki koalicja uzyskała w wyborach do rad. W I turze 11 kandydatów komitetu KO (a także szereg innych kandydatów z nią związanych) wygrało wybory na prezydentów miast (m.in. Rafał Trzaskowski w stołecznej Warszawie). Ponadto 15 kandydatów KO przeszło do II tury, z czego 8 odniosło zwycięstwa. Kandydaci komitetu KO wygrali wybory na prezydentów miast w 19 przypadkach, podczas gdy drugiego pod tym względem komitetu PiS w 4. We wszystkich sejmikach zostały powołane kluby KO (także tam, gdzie żaden z kandydatów Nowoczesnej nie został radnym; w dwóch województwach do klubów KO przystąpili radni SLD). W połowie województw KO zawarła wraz z PSL i SLD koalicje rządzące (przedstawiciele PO otrzymali miejsca w zarządach wszystkich tych województw, w tym 6 stanowisk marszałków; Nowoczesnej przypadło zaś jedno miejsce w zarządzie województwa pomorskiego).
5 grudnia klub poselski Nowoczesnej zdecydował o tym, by wspólny klub KO nie powstawał w parlamencie. Po tej decyzji 7 z 21 posłów Nowoczesnej przeszło do klubu parlamentarnego PO, który przyjął tym samym nazwę „Platforma Obywatelska – Koalicja Obywatelska” (ci z nich, którzy wówczas należeli do Nowoczesnej, przestali być jej członkami). Posłowie, którzy pozostali w Nowoczesnej, utworzyli w Sejmie koło tej partii (przekształcone następnie w klub po przyjęciu posła UED).

### 2019
Na wybory do Parlamentu Europejskiego w 2019 KO nie została powołana, natomiast zarówno PO, jak i Nowoczesna, znalazły się wraz z innymi partiami w składzie szerszej Koalicji Europejskiej (której współtwórcami były oprócz nich PSL, SLD i Zieloni). PO obsadziła większość (77) miejsc na listach KE, a jej przedstawiciele uzyskali 14 mandatów (z 22 dla KE). Nowoczesna wystawiła 8 kandydatów, którzy nie zdobyli mandatów eurodeputowanych. Europosłowie PO zasiedli w grupie Europejskiej Partii Ludowej.
Na początku czerwca 2019 członkowie Nowoczesnej odeszli z klubu KO w sejmiku dolnośląskim, tworząc wraz z radnymi związanymi z Rafałem Dutkiewiczem klub Nowoczesna Plus (od 2022 pod nazwą Nowa Nadzieja, od 2023 Nowa PL).

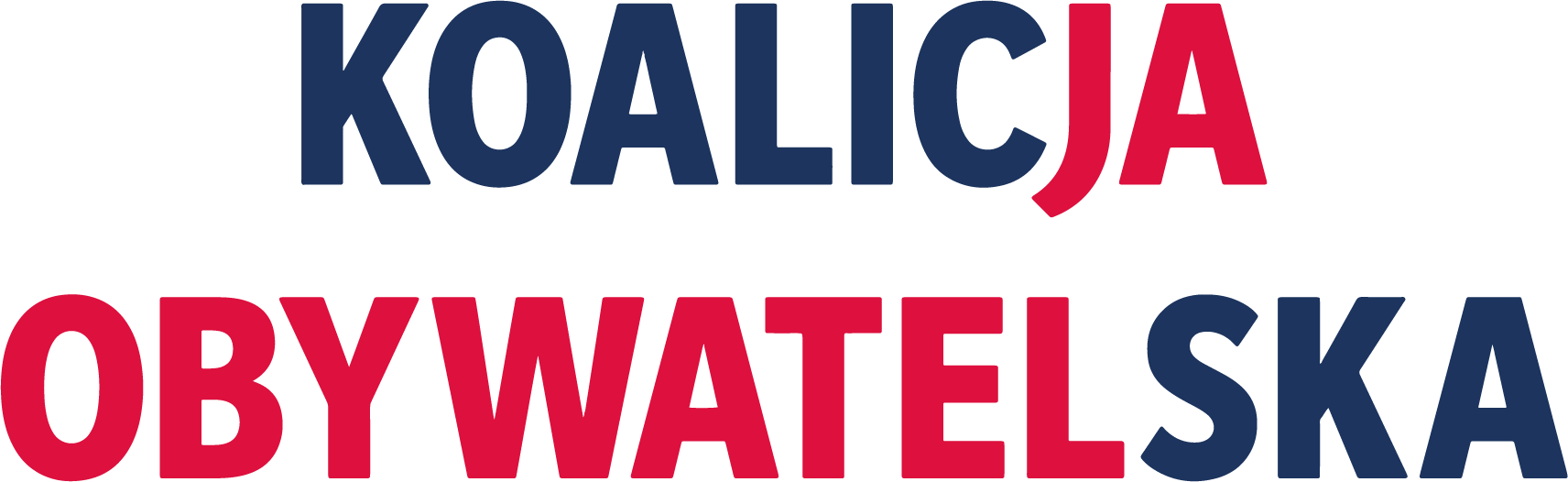
Logotyp KO z lat 2019–2023

8 czerwca podczas wspólnego posiedzenia rad krajowych wchodzących w skład KO partii Platformy Obywatelskiej i Nowoczesnej zadeklarowano chęć powołania wspólnego klubu parlamentarnego tych ugrupowań oraz wspólnego startu w wyborach parlamentarnych w 2019. Pięć dni później 12 z 14 należących wówczas do Nowoczesnej posłów tej partii przystąpiło do klubu PO-KO.
W dniach 12–13 lipca odbyło się Forum Programowe Koalicji Obywatelskiej, na którym przewodniczący PO Grzegorz Schetyna zaprezentował tzw. plan uzdrowienia Polski, którego głównymi założeniami są m.in. tzw. Akt Odnowy Demokracji, obligatoryjne referenda, wprowadzenie rejestrowanych związków partnerskich, głosowanie przez internet, zniesienie zakazu handlu w niedzielę, obniżkę PIT i ZUS, Europejską Ochronę Zdrowia (m.in. skrócenie terminów oczekiwania do lekarzy specjalistów do 21 dni i na szpitalnych oddziałach ratunkowych do 60 minut oraz przywrócenie finansowania zapłodnienia in vitro z budżetu państwa), 13. emeryturę na stałe oraz program Czyste Powietrze i Woda, w skład którego wchodzi wyeliminowanie węgla w ogrzewaniu domów i mieszkań do 2030 roku, do 2035 – w ogrzewaniu systemowym, a do 2040 – w energetyce.
18 lipca przewodniczący PO Grzegorz Schetyna poinformował, że Koalicja Obywatelska – oprócz PO i niewielkich ugrupowań sojuszniczych – nie będzie opierać się na środowiskach partyjnych (nie zdecydowano się na sojusz z SLD ani Wiosną, po tym jak udziału w szerokiej koalicji odmówiło PSL, ogłaszając start pod własnym szyldem w ramach Koalicji Polskiej). Zaprosił natomiast do współpracy samorządowców (których przedstawicielem w sztabie został prezydent Sopotu Jacek Karnowski) i organizacje pozarządowe, którym zaproponowano 20% miejsc na listach.
30 lipca decyzję o dołączeniu Koalicji Obywatelskiej podjęła rada krajowa Zielonych. Tego samego dnia liderzy koalicji ogłosili nazwiska liderów list w wyborach do Sejmu, na których – oprócz działaczy partii tworzących KO – znalazły się m.in. osoby związane do tej pory z SLD (jak Katarzyna Piekarska, Eugeniusz Czykwin, Riad Haidar i prezydent Rzeszowa Tadeusz Ferenc – który jednak potem wycofał się ze startu), lewicowy senator Grzegorz Napieralski (były szef SLD), byli politycy prawicowych partii (jak były m.in. prezes PJN Paweł Kowal i były m.in. szef KP PJN Paweł Poncyljusz), a także osoby niezwiązane do tej pory z polityką (jak dziennikarz i komentator sportowy Tomasz Zimoch, dziennikarz Piotr Adamowicz czy liderka KOD Magdalena Filiks). 9 sierpnia do koalicji na czas wyborów parlamentarnych przyłączyło się środowisko tworzące Ruch Autonomii Śląska i Śląską Partię Regionalną.
12 sierpnia Państwowa Komisja Wyborcza zarejestrowała koalicję na wybory parlamentarne jako Koalicyjny Komitet Wyborczy Koalicja Obywatelska PO .N iPL Zieloni. 4 września poinformowano, że kandydatką Koalicji Obywatelskiej na premiera została wicemarszałek Sejmu z PO Małgorzata Kidawa-Błońska, która została także liderką stołecznej listy KO do Sejmu.
Na listach koalicji do Sejmu, poza kandydatami ogłoszonych wcześniej środowisk, znalazło się po jednym przedstawicielu partii Wolność i Równość oraz Socjaldemokracji Polskiej, a także pojedynczy członkowie PSL, TR, SLD i UP. Wśród kandydatów KO do Senatu znaleźli się głównie członkowie PO (w tym dotychczas niezależny senator Marek Borowski, były marszałek Sejmu i wicepremier z ramienia SLD, a także założyciel i były przewodniczący SDPL), po jednym przedstawicielu SDPL i ŚPR, a także osoby bezpartyjne (m.in. byli czołowi działacze prawicowych partii Kazimierz Michał Ujazdowski i Marek Migalski, czy też były sportowiec Władysław Kozakiewicz). W części okręgów KO nie wystawiła kandydatów do Senatu, popierając głównie przedstawicieli komitetów PSL i SLD.
W wyborach KO zajęła 2. miejsce, uzyskując w wyborach do Sejmu 27,4% głosów, co pozwoliło na uzyskanie 134 mandatów poselskich. Do Senatu zostało wybranych 43 kandydatów KO. Mandaty uzyskali głównie przedstawiciele PO. Oprócz tego posłami zostało 8 kandydatów Nowoczesnej, 4 iPL i 3 Zielonych, a senatorem kandydat związany z Nowoczesną. Z ramienia Koalicji Obywatelskiej do parlamentu dostało się też kilkunastu kandydatów niezwiązanych z partiami. Po jednym kandydacie związanym z PO i Nowoczesną weszło także do Senatu z własnych komitetów.
W Sejmie IX kadencji i Senacie X kadencji posłowie i senatorowie wybrani z list KO powołali klub parlamentarny pod nazwą Koalicja Obywatelska – Platforma Obywatelska, Nowoczesna, Inicjatywa Polska, Zieloni. Jego przewodniczącym został Borys Budka z PO; szefem klubu senatorów został inny polityk PO Leszek Czarnobaj. Tomasz Grodzki z PO – pomimo pozostawania KO w opozycji – objął stanowisko marszałka Senatu (wybrano go także głosami senatorów Koalicji Polskiej i Lewicy oraz większości senatorów niezależnych).
24 listopada 2019 doszło do zmiany przywództwa w Nowoczesnej – po rezygnacji Katarzyny Lubnauer zastąpił ją Adam Szłapka. 18 stycznia 2020 zmienił się zaś jeden z dwojga przewodniczących Partii Zieloni, kiedy Marka Kossakowskiego zastąpił Wojciech Kubalewski. 11 dni później na stanowisku przewodniczącego dominującej w ramach KO Platformy Obywatelskiej Grzegorza Schetynę (który wcześniej zrezygnował z ubiegania się o przywództwo w bezpośrednich wyborach) zastąpił Borys Budka.

### 2020–2023
Kandydata PO w wyborach prezydenckich w 2020 wyłonili delegaci w prawyborach, które odbyły się 14 grudnia 2019. Nominację uzyskała wicemarszałek Sejmu Małgorzata Kidawa-Błońska. 11 stycznia 2020 poparcia udzieliła jej rada krajowa Nowoczesnej, 8 lutego – rada krajowa iPL, a 20 lutego – rada krajowa Zielonych. W związku z pandemią COVID-19 Małgorzata Kidawa-Błońska, której poparcie sondażowe na początku kampanii oscylowało w okolicach 25%, a pod koniec marca spadło do poziomu kilkunastu punktów procentowych, wezwała w dniu 29 marca do bojkotu głosowania, jeśli odbyłoby się ono w planowanym terminie 10 maja. 28 kwietnia o bojkot ewentualnego głosowania zaapelował także szef Europejskiej Partii Ludowej i honorowy przewodniczący PO Donald Tusk. Po nieodbyciu się głosowania w terminie 10 maja i spadku notowań Małgorzaty Kidawy-Błońskiej do poziomu kilku procent poparcia, w dniu 15 maja zrezygnowała ona z kandydowania w zapowiadanych ponownych wyborach, a zarząd krajowy PO zdecydował, iż kandydatem w nich będzie prezydent Warszawy Rafał Trzaskowski. Uzyskał on (podobnie jak wcześniej Małgorzata Kidawa-Błońska) poparcie wszystkich partii wchodzących w skład Koalicji Obywatelskiej. Poparły go także startujące do parlamentu z ramienia KO SDPL i WiR, a ponadto będące wcześniej w Koalicji Polskiej Stronnictwo Demokratyczne. W I turze wyborów zajął on drugie miejsce, uzyskując 30,46% głosów. W II turze przegrał z urzędującym prezydentem Andrzejem Dudą, otrzymując 48,97% głosów.
W czerwcu 2020 radne rekomendowane przez Nowoczesną (w tym szefowa regionu partii, która we wrześniu 2020 opuściła ugrupowanie) odeszły z klubu KO w sejmiku lubuskim, współtworząc związany z Januszem Kubickim klub Samorządowe Lubuskie (w lipcu przeszedł do niego z KO kolejny radny).
25 września 2020 przewodniczący PO Borys Budka ustąpił z funkcji szefa klubu parlamentarnego KO, a zastąpił go Cezary Tomczyk (także z PO). W tym samym miesiącu na czele klubu senatorów KO Leszka Czarnobaja (który w sierpniu złożył rezygnację z tej funkcji) zastąpił inny senator PO Marcin Bosacki.

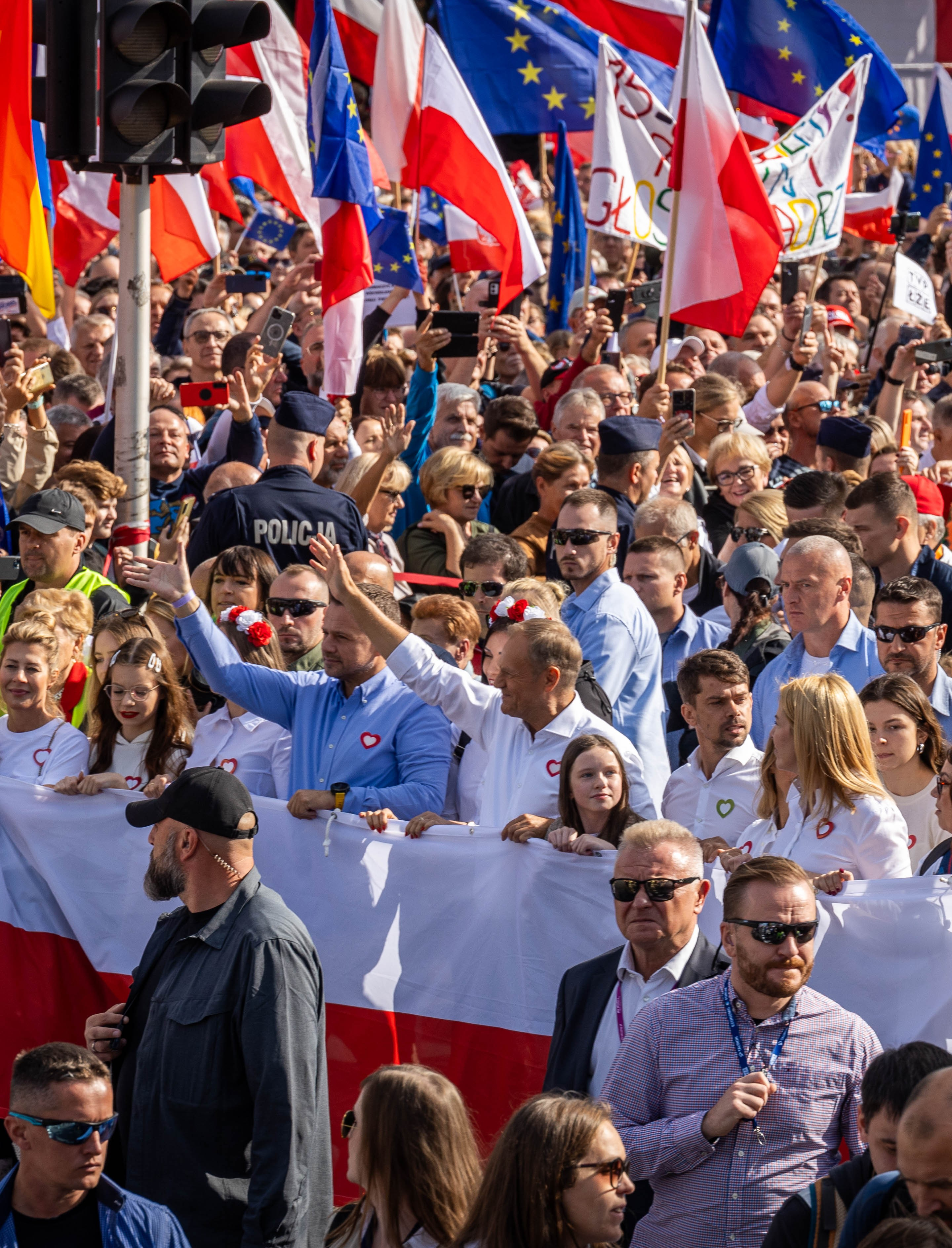
Rafał Trzaskowski, Michał Kołodziejczak i Donald Tusk podczas „Marszu Miliona Serc” w Warszawie (2023)

17 maja 2021 z PO odeszła eurodeputowana Róża Thun. W 2021 klub parlamentarny KO opuścili senatorowie Jacek Bury i związany z PO Kazimierz Michał Ujazdowski oraz kolejno posłowie: Joanna Mucha (PO), Paulina Hennig-Kloska (Nowoczesna), Tomasz Zimoch (bezpartyjny), Mirosław Suchoń (Nowoczesna) i Michał Gramatyka (PO) – przystąpili oni do koła Polski 2050. Ponadto usunięci z niego zostali wykluczeni z PO posłowie Ireneusz Raś (który przystąpił następnie do klubu Koalicji Polskiej, a w 2022 utworzył w jej ramach z Kazimierzem Michałem Ujazdowskim partię Centrum dla Polski) i Paweł Zalewski (który dołączył kilka miesięcy później do Polski 2050, podobnie jak Róża Thun). W lipcu 2023 z klubu (po odejściu z PO) wystąpił poseł Bogusław Sonik.
3 lipca 2021 Borys Budka zrezygnował z funkcji przewodniczącego PO, a zastąpił go (początkowo jako p.o. przewodniczącego) pozostający szefem EPL Donald Tusk. 19 dni później Borys Budka powrócił na funkcję przewodniczącego klubu parlamentarnego KO, zastępując Cezarego Tomczyka. 15 stycznia 2022 doszło także do zmian przewodniczących Zielonych – Wojciecha Kubalewskiego i Małgorzatę Tracz zastąpili Przemysław Słowik i Urszula Zielińska.
16 sierpnia 2023 ogłoszono start kandydatów Agrounii z list Koalicji Obywatelskiej w wyborach parlamentarnych w tym samym roku (w których komitet koalicyjny ponownie powołały PO, Nowoczesna, iPL i Zieloni). Dzień później do klubu parlamentarnego KO dołączyli posłowie Hanna Gill-Piątek, Karolina Pawliczak, Paweł Szramka (lider partii Dobry Ruch) i Michał Wypij oraz wicemarszałek Senatu Gabriela Morawska-Stanecka (działaczka Stowarzyszenia Lewicy Demokratycznej).
9 września 2023 na konwencji w Tarnowie Donald Tusk ogłosił program wyborczy pod hasłem „100 konkretów na 100 dni”, mający stanowić program rządu po wygranych wyborach.

### Od 2023
W wyborach parlamentarnych KO zajęła 2. miejsce, uzyskując w głosowaniu do Sejmu 30,7% głosów. Zdobyła 157 mandatów poselskich i 41 (najwięcej ze wszystkich komitetów) senatorskich. Oprócz wybranych do parlamentu członków PO i kandydatów bezpartyjnych, mandaty w Sejmie uzyskało 6 działaczy Nowoczesnej, po 3 iPL i Zielonych oraz lider Ruchu Społecznego Agrounia Tak (w 2024 w wyniku eurowyborów liczba posłów Nowoczesnej wzrosła do 10, a iPL spadła do 2; w 2025 wyrejestrowano partię RS Agrounia Tak). W nowej kadencji marszałkiem Senatu została Małgorzata Kidawa-Błońska, zastępując Tomasza Grodzkiego, który stanął na czele klubu senatorów KO. Koalicja Obywatelska wraz z Trzecią Drogą (sojuszem Koalicji Polskiej skupionej wokół PSL z Polską 2050) i Lewicą współtworzyła trzeci rząd Donalda Tuska, który został zaprzysiężony 13 grudnia 2023. Premierem został lider PO Donald Tusk, a w jego Radzie Ministrów z ramienia KO zasiadło 10 (poza szefem rządu) członków PO, szefowie Nowoczesnej i iPL oraz pojedyncze osoby bezpartyjne (w tym senator KO Adam Bodnar). Zielonym i Agrounii przypadło po jednym stanowisku wiceministerialnym. Sześć dni po powołaniu rządu Borysa Budkę, który został jednym z ministrów, na stanowisku przewodniczącego klubu KO zastąpił poseł PO Zbigniew Konwiński. Szefem klubu KO w Senacie został Tomasz Grodzki. W lutym 2024 do klubu przeszedł z Koła Senackiego Niezależni i Samorządni dotychczasowy szef tego koła Krzysztof Kwiatkowski.

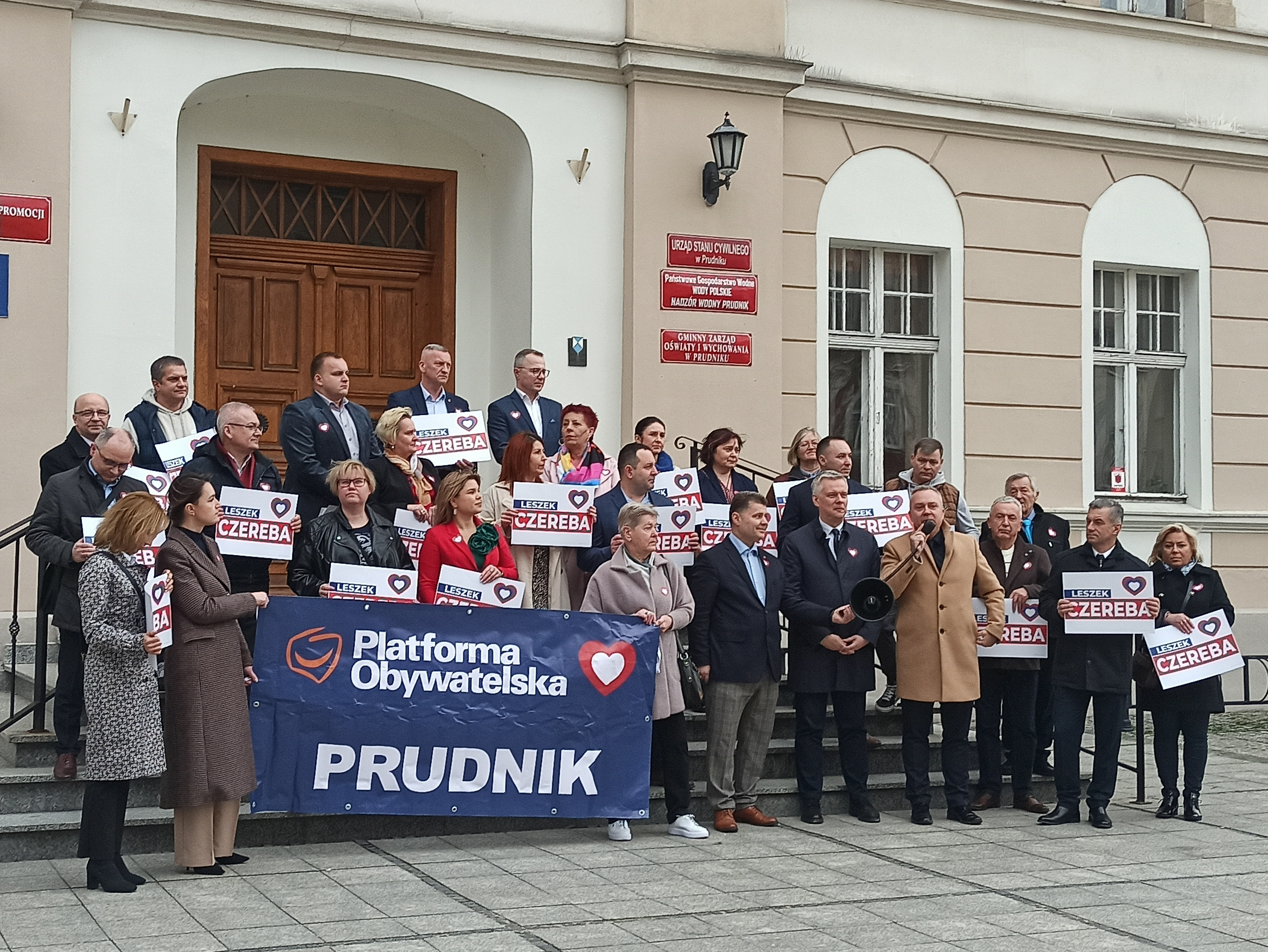
Wspólna kampania wyborcza KO, TD i NL w Prudniku (2024)

W wyborach samorządowych w 2024 KO zdobyła 30,59% głosów w wyborach do sejmików, uzyskując 210 mandatów. W skali kraju dało to 2. wynik za PiS, jednak KO uzyskała najlepszy wynik w większości województw (9), a w pomorskim ponownie zdobyła większość mandatów (kilka mandatów przypadło kandydatom Nowoczesnej, 2 także iPL i 1 Zielonym, zdecydowaną większość mandatów objęli przedstawiciele PO). Jej kandydaci na prezydentów miast wygrali w I turze wybory m.in. w Warszawie, Łodzi i Gdańsku, a w II turze m.in. w Krakowie i Poznaniu. Łącznie kandydaci komitetu KO w 29 miastach wygrali wybory na prezydentów (podczas gdy żadnego z innych komitetów w nie więcej niż w 2), a na wszystkich włodarzy zostało wybranych 49 kandydatów komitetu (ponad dwukrotnie mniej niż PiS i TD). KO weszła w koalicje rządzące w 12 województwach (głównie z TD przy wiodącej roli PSL, w niektórych także z Nową Lewicą i w opolskim ze Śląskimi Samorządowcami), 10 jej przedstawicieli (z PO) zostało marszałkami województw.
W wybory do Parlamentu Europejskiego w tym samym roku w 12 okręgach listy otworzyli działacze PO, a w 1 iPL. Poza tym wystartowało 5 działaczy Zielonych, 2 Nowoczesnej, grupa bezpartyjnych oraz w zdecydowanej większości członkowie PO. KO zajęła w wyborach 1. miejsce, zdobywając 37,06% głosów (o 0,9 pkt proc. więcej niż KW PiS) i otrzymując najwięcej mandatów – 21 z 53. 19 z nich zdobyli przedstawiciele PO (w tym dwie osoby bezpartyjne, z których jedna wkrótce wstąpiła do PO), 1 iPL, a 1 przypadł niezależnemu Łukaszowi Kohutowi (dotychczasowemu eurodeputowanemu NL). Wszyscy eurodeputowani KO przystąpili do grupy EPL. Ewa Kopacz z PO została ponownie wybrana na wiceprzewodniczącą PE.
W listopadzie 2024 Koalicja Obywatelska, w gronie swoich partii członkowskich (PO, Nowoczesna, Zieloni, iPL), przeprowadziła wewnętrzne prawybory kandydata na urząd prezydenta RP w przyszłorocznych wyborach prezydenckich. Prezydent Warszawy Rafał Trzaskowski (wiceprzewodniczący PO) pokonał w nich ministra spraw zagranicznych Radosława Sikorskiego (także z PO). W pierwszej turze wyborów Rafał Trzaskowski zajął 1. miejsce, otrzymawszy 31,36% głosów. W II turze przegrał jednak z popieranym przez PiS prezesem IPN, Karolem Nawrockim.

## Poparcie w wyborach

### Wybory parlamentarne
| Wybory | Sejm      | Sejm       | Sejm  | Sejm    | Sejm    | Senat   | Senat   | Rząd     |
| Wybory | Głosy     | Głosy      | Głosy | Mandaty | Mandaty | Mandaty | Mandaty | Rząd     |
| Wybory | Liczba    | %          | +/−   | Liczba  | +/−     | Liczba  | +/−     | Rząd     |
| ------ | --------- | ---------- | ----- | ------- | ------- | ------- | ------- | -------- |
| 2019   | 5 060 355 | 27,40 (2.) | –     | 134/460 | –       | 43/100  | –       | Opozycja |
| 2023   | 6 629 402 | 30,70 (2.) | 3,30  | 157/460 | 23      | 41/100  | 2       | Koalicja |

### Wybory prezydenckie
| Wybory | Kandydat                  | Zdjęcie   | I tura     | I tura     | II tura    | II tura                       | Uwagi                      |
| Wybory | Kandydat                  | Zdjęcie   | Głosów     | %          | Głosów     | %                             | Uwagi                      |
| ------ | ------------------------- | --------- | ---------- | ---------- | ---------- | ----------------------------- | -------------------------- |
| 2020   | Małgorzata Kidawa-Błońska |           | –          | –          | –          | –                             | Głosowanie nie odbyło się  |
| 2020   | Rafał Trzaskowski         |           | 5 917 340  | 30,46 (2.) | 10 018 263 | 48,97 (2.)                    | Przegrana z Andrzejem Dudą |
| 2025   | Rafał Trzaskowski         | 6 147 797 | 31,36 (1.) | 10 237 286 | 49,11 (2.) | Przegrana z Karolem Nawrockim |                            |

### Wybory samorządowe
| Wybory | Sejmiki | Sejmiki | Sejmiki | Sejmiki | Rady powiatów | Rady powiatów | Rady powiatów | Rady powiatów | Rady gmin | Rady gmin | Prezydenci, burmistrzowie, wójtowie | Prezydenci, burmistrzowie, wójtowie |
| Wybory | Głosy   | Głosy   | Mandaty | Mandaty | Głosy         | Głosy         | Mandaty       | Mandaty       | Mandaty   | Mandaty   | Mandaty                             | Mandaty                             |
| Wybory | %       | +/−     | Liczba  | +/−     | %             | +/−           | Liczba        | +/−           | Liczba    | +/−       | Liczba                              | +/−                                 |
| ------ | ------- | ------- | ------- | ------- | ------------- | ------------- | ------------- | ------------- | --------- | --------- | ----------------------------------- | ----------------------------------- |
| 2018   | 26,97   | –       | 194/555 | –       | 12,29         | –             | 726           | –             | 1098      | –         | 33                                  | –                                   |
| 2024   | 30,59   | 3,62    | 210/552 | 16      | 16,21         | 3,92          | 1056          | 330           | 1649      | 551       | 49                                  | 16                                  |

### Ostatnie wybory do sejmików województw (2024)
| Sejmik             | Mandaty | Władza   |
| ------------------ | ------- | -------- |
| dolnośląski        | 15/36   | Koalicja |
| kujawsko-pomorski  | 14/30   | Koalicja |
| lubelski           | 6/33    | Opozycja |
| lubuski            | 14/30   | Koalicja |
| łódzki             | 12/33   | Koalicja |
| małopolski         | 12/39   | Opozycja |
| mazowiecki         | 20/51   | Koalicja |
| opolski            | 14/30   | Koalicja |
| podkarpacki        | 6/33    | Opozycja |
| podlaski           | 8/30    | Koalicja |
| pomorski           | 20/33   | Koalicja |
| śląski             | 20/45   | Koalicja |
| świętokrzyski      | 6/30    | Opozycja |
| warmińsko-mazurski | 13/30   | Koalicja |
| wielkopolski       | 15/39   | Koalicja |
| zachodniopomorski  | 15/30   | Koalicja |
| Mandaty ogółem     | 210/552 |          |

### Wybory do Parlamentu Europejskiego
| Wybory | Głosy             | Głosy             | Głosy             | Mandaty | Mandaty |
| Wybory | liczba            | %                 | +/-               | Liczba  | +/-     |
| ------ | ----------------- | ----------------- | ----------------- | ------- | ------- |
| 2019   | start w ramach KE | start w ramach KE | start w ramach KE | 14/51   | –       |
| 2024   | 4 359 443         | 37,06 (1.)        | –                 | 21/53   | 7       |

## Premier RP
Premier reprezentujący KO:
| Imię i nazwisko | Zdjęcie | Od              | Do    |
| --------------- | ------- | --------------- | ----- |
| Donald Tusk     |         | 13 grudnia 2023 | nadal |

## Kompozycja
| Partia polityczna | Partia polityczna     | Ideologia polityczna                        | Pozycja polityczna | Lider                                | Posłowie | Senatorowie | Posłowie do PE | Radni sejmików województw |
| ----------------- | --------------------- | ------------------------------------------- | ------------------ | ------------------------------------ | -------- | ----------- | -------------- | ------------------------- |
|                   | Platforma Obywatelska | socjalliberalizm, chrześcijańska demokracja | centrum            | Donald Tusk                          | 131/460  | 39/100      | 19/53          | 170/552                   |
|                   | Nowoczesna            | liberalizm, wolny rynek                     | centrum            | Adam Szłapka                         | 9/460    | 0/100       | 0/53           | 6/552                     |
|                   | Zieloni               | zielona polityka, feminizm, alterglobalizm  | centrolewica       | Przemysław Słowik, Urszula Zielińska | 3/460    | 0/100       | 0/53           | 1/552                     |
|                   | Inicjatywa Polska     | socjaldemokracja, feminizm, antyklerykalizm | centrolewica       | Barbara Nowacka                      | 2/460    | 0/100       | 1/53           | 2/552                     |

W klubie parlamentarnym Koalicji Obywatelskiej oprócz przedstawicieli partii zasiada również kilkunastu polityków niezwiązanych z partiami (w tym 2 posłów i 1 senator z Ruchu Samorządowego Tak! Dla Polski, którego przedstawiciele należący do PO również zasiadają w parlamencie, a także poseł będący liderem ruchu Agrounia). Niezwiązany z partiami jest także 1 eurodeputowany KO. Radni niezwiązani z partiami zasiadają również w klubach KO w sejmikach.